# Ruthann Friedman
Pour les articles homonymes, voir Friedman.
 (janvier 2017).
Si vous disposez d'ouvrages ou d'articles de référence ou si vous connaissez des sites web de qualité traitant du thème abordé ici, merci de compléter l'article en donnant les références utiles à sa vérifiabilité et en les liant à la section « Notes et références ».
 (janvier 2017).
Ruthann Friedman, née le 6 juillet 1944 est une chanteuse américaine.

## Biographie
Ruthann Friedman est née dans le Bronx en 1944. Quand elle a 10 ans, sa famille déménage en Californie. 
Elle commence sa carrière dans des clubs à Hollywood. Elle s'installe ensuite à San Francisco et rencontre les membres des groupes Jefferson Airplane et Country Joe and the Fish, et Janis Joplin. Elle enregistre son premier tube Windy en 1967.

## Discographie
- 1969 : Constant Companion
- 1970 : Carry On (Glittering Dancer)
- 2006 : Hurried Life
- 2011 : White Dove / Motorcycle Madness
- 2013 : Chinatown
- 2013 : Windy, A Ruthann Friedman Songbook